# Агафонова, Екатерина Андреевна
Екатери́на Андре́евна Агафо́нова (род. 1 февраля 1984, Астрахань) — российская журналистка и телеведущая.

## Биография

### Ранние годы, образование
Родилась 1 февраля 1984 года в Астрахани.
В 1998 году ещё школьницей впервые попала на местное телевидение в качестве ведущей молодёжной программы.
В 2001 году Агафонова окончила школу с золотой медалью и поступила на факультет международной журналистики МГИМО на отделение связей с общественностью.

### РЕН ТВ
В 2006 году Агафонова пришла на телеканал «РЕН ТВ».
В 2006—2008 годах она работала администратором, продюсером и редактором-международником, а затем обратилась к тогдашнему главному редактору телеканала Алексею Абакумову с предложением дать ей работу телеведущей.
С 2008 по 2016 год была ведущей программы «Новости 24» на канале «РЕН ТВ», вела новости спорта, обзоры прессы, новости экономики, утренние и дневные эфиры.
В августе 2014 года Агафонова была включена в список журналистов, которым запрещён въезд на территорию Украины из-за позиции в отношении войны в Донбассе и аннексии Крыма Российской Федерацией.
В 2015 году Агафонова была номинирована на премию «ТЭФИ» в категории «Ведущий информационной программы», выступила ведущей церемонии вручения премии и стала одним из лиц «РЕН ТВ» в рамках ребрендинга телеканала.

### ЦСКА
В 2016 году Агафонова перешла с «РЕН ТВ» в Центральный спортивный клуб армии на позицию пресс-секретаря командования ЦСКА и руководителя работы по связям с общественностью. Находясь в близкой позиции с начальником ЦСКА Михаилом Барышевым (впоследствии был арестован по подозрению в коррупции), его боевая подруга Екатерина Агафонова была награждена медалями и грамотами.
20 марта 2017 в интервью она заявила, что пришла в ЦСКА для «нового профессионального роста» и «в преддверии важнейших событий для ЦСКА и всей России», а также выразила благодарность начальнику Главного управления по работе с личным составом вооружённых сил Михаилу Барышеву, отметив, что «он своим примером нас вдохновляет» и «даёт нам огромные возможности для реализации». В том же году Агафонова, вдохновленная во всех отношениях М.Барышевым, была отмечена медалью «За укрепление боевого содружества».

### Государственная служба
В 2017 году Агафонова была направлена в Сирию, где стала главным редактором газеты «Русский витязь» для российских военнослужащих на авиабазе Хмеймим. В интервью агентству «Интерфакс» Агафонова заявила, что под её руководством «боевой листок» был перезапущен как еженедельное полноцветное издание развлекательно-просветительского формата для военных, часто сталкивающихся с отсутствием выхода в Интернет.
В конце 2017 года СМИ упоминали Агафонову как советника по СМИ Главного управления по работе с личным составом Министерства обороны Российской Федерации, а в начале 2017 — как руководителя дирекции по связям с общественностью всероссийского военно-патриотического движения Юнармия.
1 ноября 2018 года Агафонова была назначена заместителем руководителя администрации губернатора Астраханской области, ответственного за информационную повестку и взаимодействие со СМИ.
Проработав на новой должности неполных два месяца, 17 декабря 2018 года Агафонова уволилась по собственному желанию и вернулась в Москву.

## Награды
- Медаль «За укрепление боевого содружества» МО РФ (2016)[6]
- Медаль «Памяти героев Отечества»
- Медаль «Участнику военной операции в Сирии»
- Благодарственное письмо Президента РФ

## Личная жизнь

### Семья
Дед Агафоновой, Владимир Афанасьевич Агафонов (1924 г. р.) — заслуженный военный лётчик СССР, награждённый медалью «За победу над Германией в Великой Отечественной войне 1941—1945 гг.», кавалер Ордена Красной Звезды.

### Хобби
Агафонова свободно владеет 4 языками. Увлекается дайвингом, горными лыжами.